# Famars
Famars ist eine französische Gemeinde mit 2459 Einwohnern (Stand 1. Januar 2022) im Département Nord in der Region Hauts-de-France. Sie gehört zum Gemeindeverband Valenciennes Métropole.

## Geografie
Famars liegt an der Rhonelle, acht Kilometer südwestlich der Grenze zu Belgien zwischen den Regionalen Naturparks Scarpe-Schelde und Avesnois, 48 Kilometer südöstlich von Lille, der Hauptstadt der Region Hauts-de-France, und fünf Kilometer südlich von Valenciennes, dem Sitz der Unterpräfektur des Arrondissements Valenciennes, auf einer mittleren Höhe von 62 Metern über dem Meeresspiegel. Das Gemeindegebiet hat eine Fläche von 473 Hektar, davon werden fast 400 Hektar landwirtschaftlich genutzt.
Famars ist einer Klimazone des Typs Cfb (nach Köppen und Geiger) zugeordnet: Warmgemäßigtes Regenklima (C), vollfeucht (f), wärmster Monat unter 22 °C, mindestens vier Monate über 10 °C (b). Es herrscht Seeklima mit gemäßigtem Sommer.

## Geschichte
Famars war schon in gallo-römischer Zeit besiedelt (52 v. Chr. bis 486 n. Chr.) besiedelt. Während der Regierungszeit von Tiberius (14–37) wurden Thermen und andere öffentliche Bauwerke errichtet. Die Ortschaft war durch eine Römerstraße mit der Via Belgica von Bavay (Bavacum) nach Tournai (Turnacum) verbunden. Gegen Ende des ersten Jahrhunderts hatte die Siedlung um den Standort der heutigen Kirche einen Radius von etwa 900 Metern. Das 2. bis 5. Jahrhundert war durch ständige kriegerische Auseinandersetzungen zwischen Römern und Nerviern geprägt. In jener Zeit wurde ein Kastell gebaut, dessen Mauern von etwa zehn Türmen flankiert waren. Außerdem wandte sich die Bevölkerung der Verehrung des Kriegsgottes Mars zu. Fanum Martis (‚Marstempel‘) war der erste überlieferte Ortsname der Siedlung. Nach der Zerstörung von Bavay durch die Vandalen im Jahre 407 wurde Famars die Hauptstadt der Nervier, verlor in der Karolingerzeit (751–987) jedoch an Bedeutung.

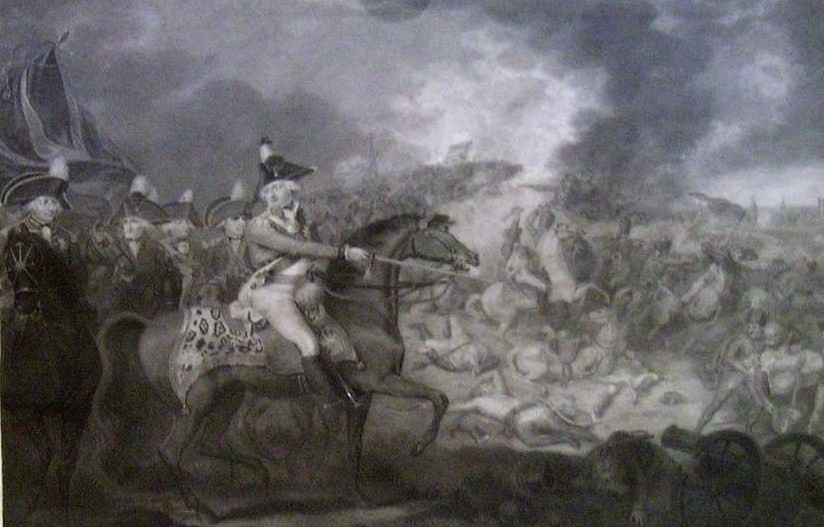
Kupferstich der Schlacht von Famars

1340 und 1662 brannte die Burg von Famars nieder, und wurde danach wiedererbaut. In der Mitte des 18. Jahrhunderts entdeckte der damalige Seigneur von Famars, Alexandre le Hardy, im Keller der Burg einen Saal aus gallo-römischer Zeit.
1793 erhielt Famars im Zuge der Französischen Revolution (1789–1799) den Status einer Gemeinde. Am 23. Mai 1793 fand bei Famars eine Schlacht statt, in der die Truppen der Ersten Französischen Republik gegen die „Erste Koalition“ (Erzherzogtum Österreich, Kurfürstentum Braunschweig-Lüneburg und Königreich Großbritannien) kämpften. 1801 erhielt Famars durch die Verwaltungsreform unter Napoleon Bonaparte (1769–1821) das Recht auf kommunale Selbstverwaltung.
1825 wurde eine archäologische Gesellschaft gegründet, die Ausgrabungen in Famars und am Berg Mont Houy organisierte. Bei den Grabungen wurden unter anderem Vasen, Statuetten und Flachreliefs aus dem Marsfanum gefunden, sowie über 27.000 römische Silbermünzen. Die Reste der gallo-römischen Bauwerke wurden 1840 als Monument historique (‚historisches Denkmal‘) klassifiziert.
Im Ersten Weltkrieg (1914–1918) wurde die Burg 1918 bombardiert und zerstört. Die damaligen Besitzer ließen vor dem Zweiten Weltkrieg (1939–1945) das heutige Schloss errichten.

### Bevölkerungsentwicklung
| Jahr                       | 1962 | 1968 | 1975 | 1982 | 1990 | 1999 | 2009 | 2020 |
| Einwohner                  | 929  | 1132 | 1567 | 1444 | 2002 | 2499 | 2531 | 2494 |
| Quellen: Cassini und INSEE |      |      |      |      |      |      |      |      |

## Sehenswürdigkeiten

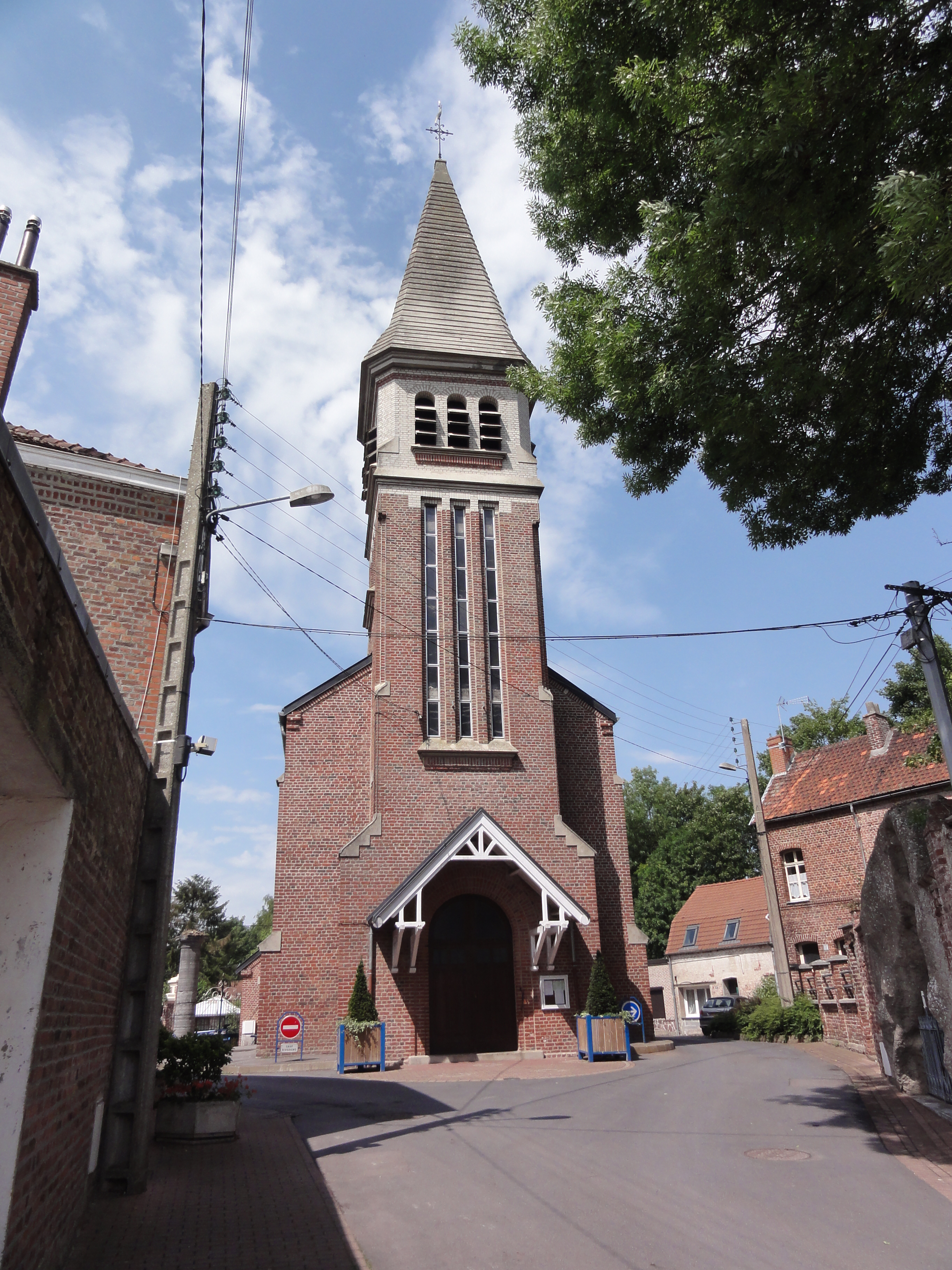
Kirche Mariä Himmelfahrt
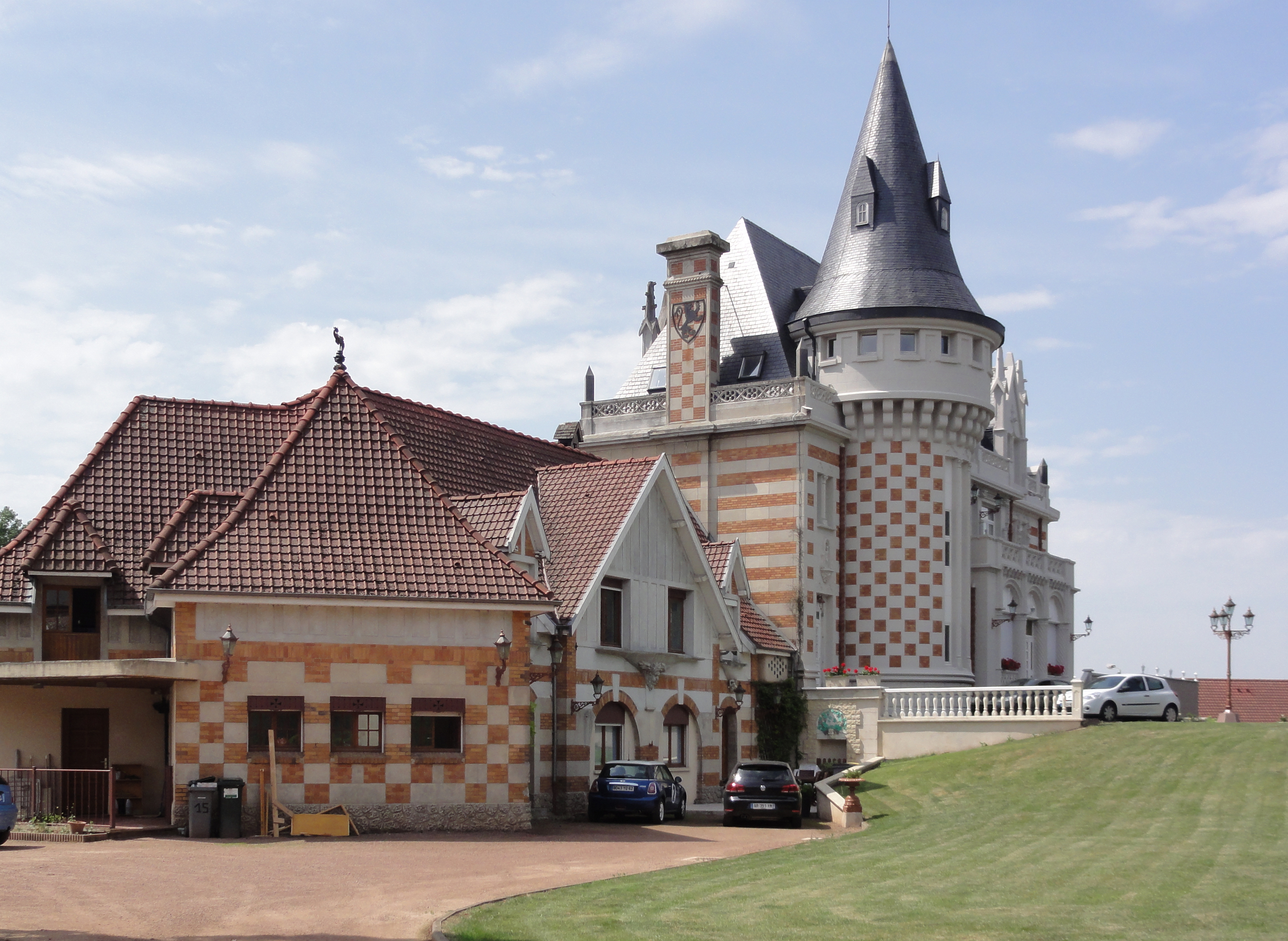
Schloss
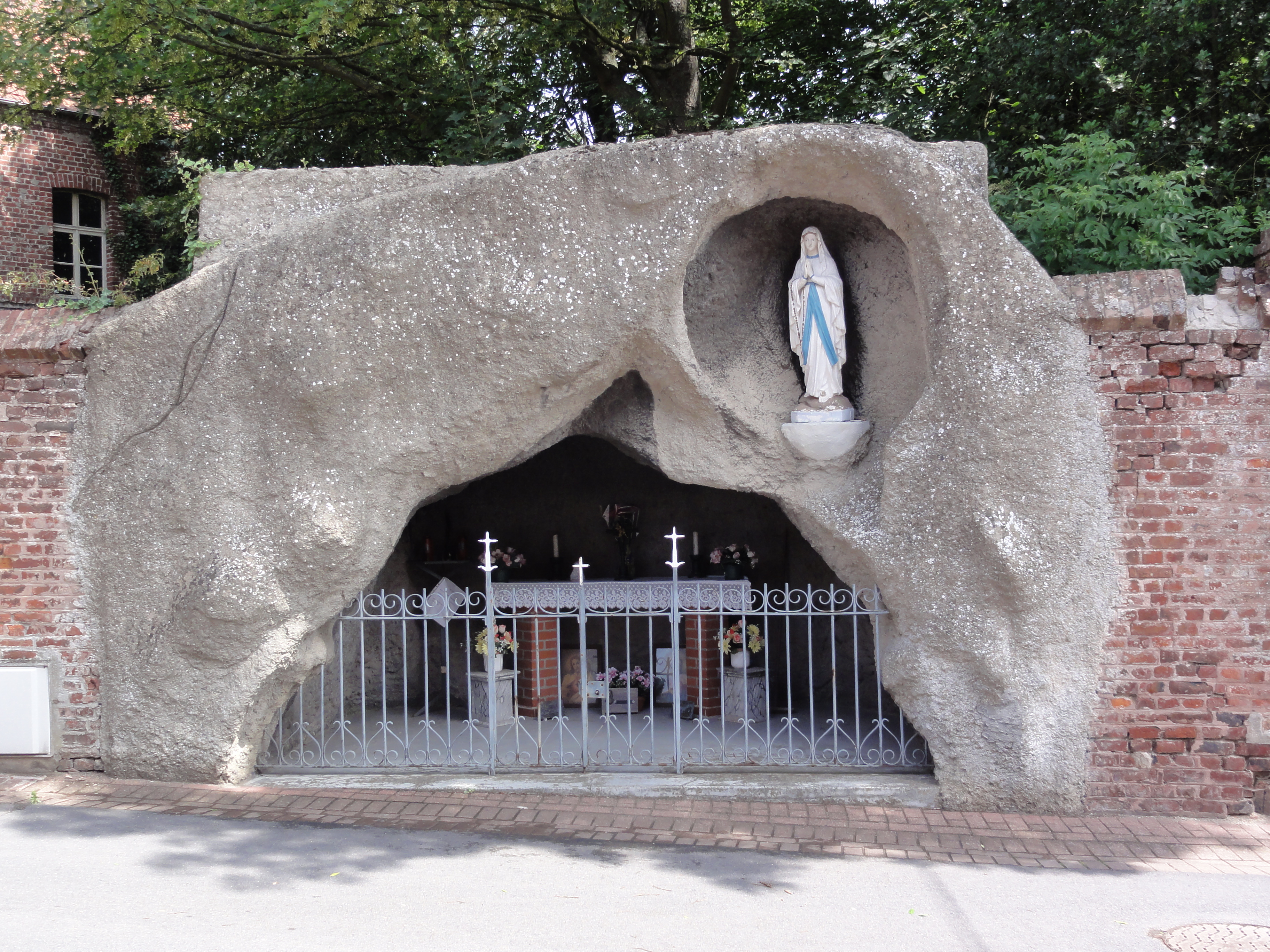
Replik einer Lourdesgrotte
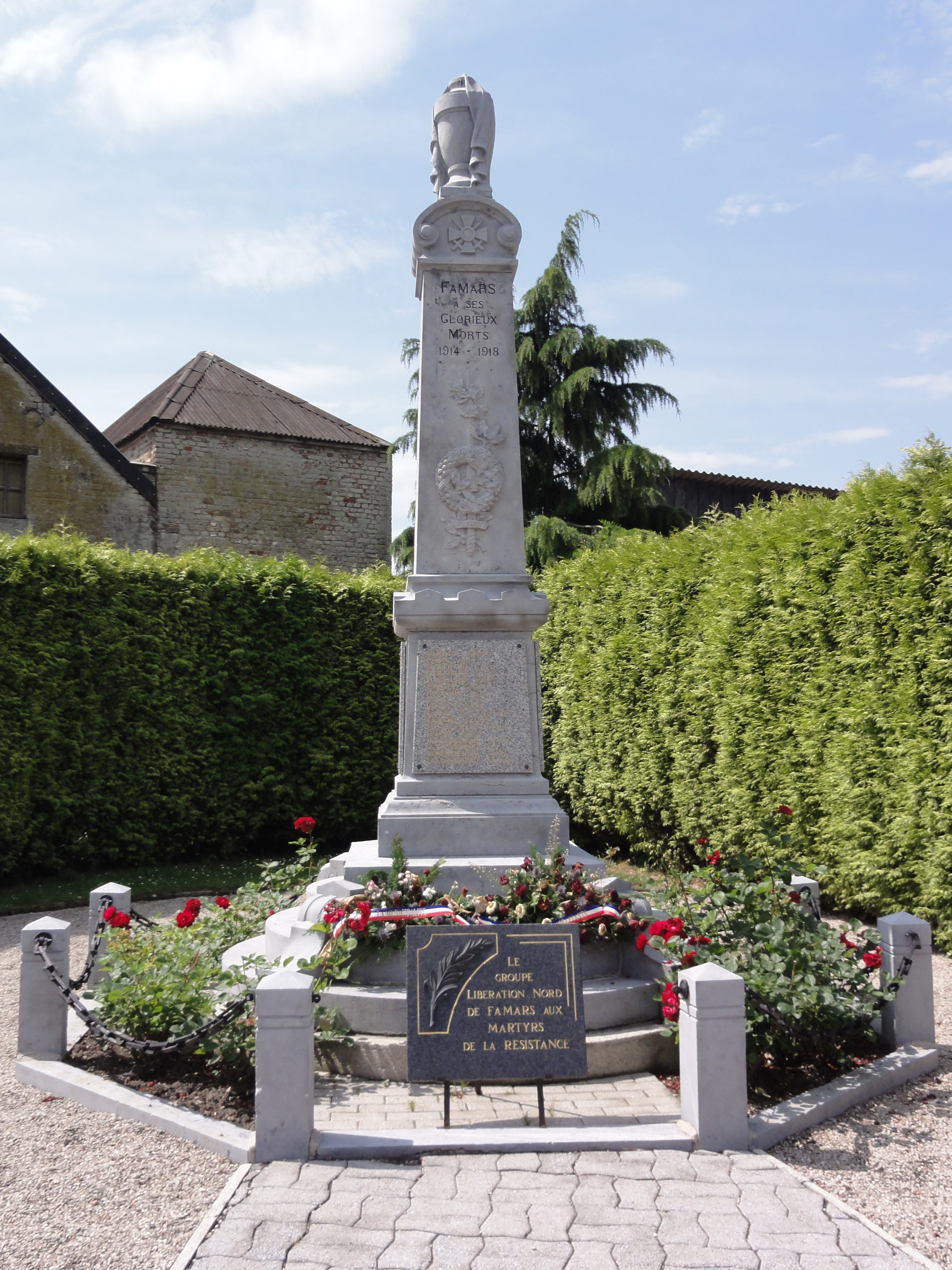
Gefallenendenkmal
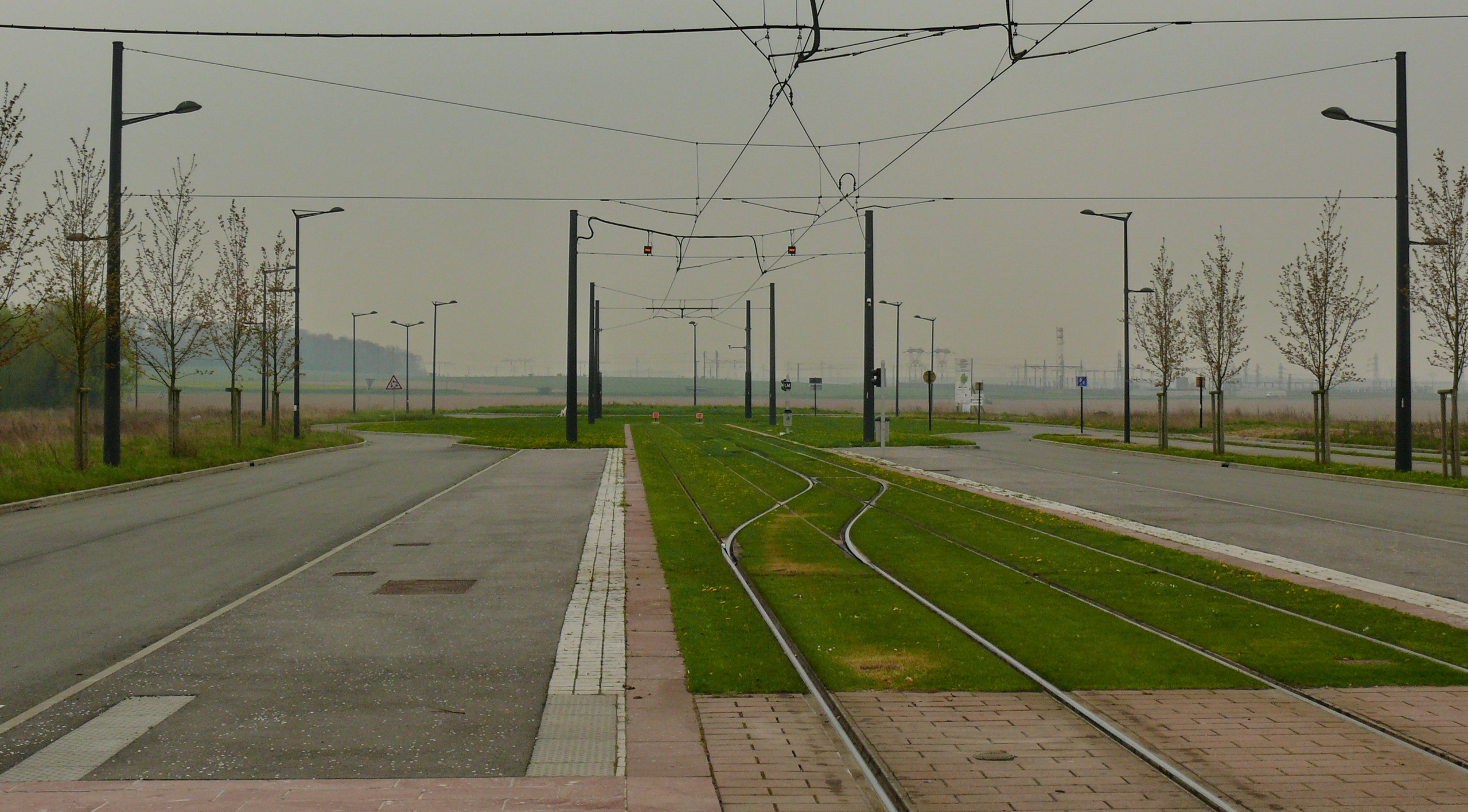
Endpunkt der Linie T1 (Universitätsgelände Famars) der Straßenbahn Valenciennes

- Kirche Mariä Himmelfahrt
- Schloss
- Replik einer Lourdesgrotte
- Gefallenendenkmal
- Endpunkt der Linie T1 (Universitätsgelände Famars) der Straßenbahn Valenciennes